# Галиполи (Италия)
Вижте пояснителната страница за други значения на Галиполи.
Галипо̀ли (на италиански: Gallipoli, на местен диалект Caddhrìpuli, Кадрипули) е пристанищен и морски курортен град и община в Южна Италия, провинция Лече, регион Пулия. Разположен е на брега на Йонийско море. Населението на общината е 20 169 души (към 2012 г.).